# اورتاکند (سرآب)
اورتاکند، روستایی از توابع بخش مرکزی شهرستان سرآب در استان آذربایجان شرقی ایران است.

## جمعیت
این روستا در دهستان صائین قرار دارد و براساس سرشماری مرکز آمار ایران در سال ۱۳۸۵، جمعیت آن ۱۲۵ نفر (۱۹ خانوار) بوده است.